# 弘津英司
弘津 英司（ひろつ えいじ、1967年11月24日 - ）は、日本の元ラグビー選手。

## プロフィール
- 山口県出身。
- 現役時代のポジションはフッカー(HO)。
- 娘の悠はラグビー選手[1]。
- 日本代表通算キャップ数は1でラグビーワールドカップ1995の日本代表に選ばれた[2]。

## 略歴
大工大高校、同志社大学を経て、1990年、神戸製鋼(現・コベルコ神戸スティーラーズ)に加入。
1995年2月11日に行われたトンガ戦で日本代表初キャップを獲得した。
2000年、現役を引退した。